# Byrdstown
Byrdstown è un comune degli Stati Uniti d'America, capoluogo della Contea di Pickett, nello Stato del Tennessee.